# Кожамжар
Кожамжа́р (каз. Қожамжар) — село у складі Актогайського району Павлодарської області Казахстану. Адміністративний центр Кожамжарського сільського округу.
Населення — 893 особи (2021; 963 у 2009, 1213 у 1999, 1576 у 1989).
Національний склад станом на 1989 рік:
- казахи — 73 %.